# Verrucella pallida
Verrucella pallida är en korallart som beskrevs av Manfred Grasshoff 1999. Verrucella pallida ingår i släktet Verrucella och familjen Ellisellidae. Inga underarter finns listade i Catalogue of Life.